# Meisterdetektiv Pikachu kehrt zurück
Meisterdetektiv Pikachu kehrt zurück ist ein Adventure des japanischen Entwicklers Creatures und der Publisher The Pokémon Company und Nintendo. Die Fortsetzung des 2016 erschienenen Meisterdetektiv Pikachu wurde am 6. Oktober 2023 für Nintendo Switch veröffentlicht und spielt in der Welt von Pokémon.
Der Spieler schlüpft in die Rolle von Protagonist Tim Goodman, der als einziger mit seinem Pokémon Pikachu sprechen kann. Das Detektiv-Duo klärt die mysteriösen Umstände um das Verschwinden von Tims Vater Harry Goodman auf.

## Rezeption
Meisterdetektiv Pikachu kehrt zurück erhielt laut Wertungsaggregator Metacritic „gemischte oder durchschnittliche“ Bewertungen der Computerspielpresse. Laut OpenCritic empfehlen 24 Prozent der Kritiker das Spiel. Der Titel richte sich mit simplen Rätseln vor allem an jüngere Spieler und sei nicht besonders lang. Die Spielwelt und die Charaktere seien gelungen, Dialoge unterhaltsam, die Grafik sei jedoch nicht zeitgemäß.